# Enrique Romero
Pour les articles homonymes, voir Romero.
Enrique Fernández Romero est un footballeur espagnol né le 23 juin 1971 à Jerez de la Frontera (Espagne). Il évoluait au poste d'arrière gauche mais pouvait aussi jouer en tant que stoppeur.
Après sa retraite, il devient, de 2010 à 2012, le préparateur physique du club de Xerez Club Deportivo.

## Carrière
- 1991-1992 : CD Logroñés B -  Espagne
- 1992-1994 : CD Logroñés -  Espagne
- 1994-1997 : Valence CF -  Espagne
- 1997-1998 : RCD Majorque -  Espagne
- 1998-2006 : Deportivo La Corogne -  Espagne
- 2006-2007 : Betis Séville -  Espagne[1]

## Palmarès
- Champion d'Espagne en 2000 avec le Deportivo La Corogne
- Vainqueur de la Coupe d'Espagne en 2002 avec le Deportivo La Corogne
- Vainqueur de la Supercoupe d'Espagne en 2002 avec le Deportivo La Corogne